# Hugo Boris

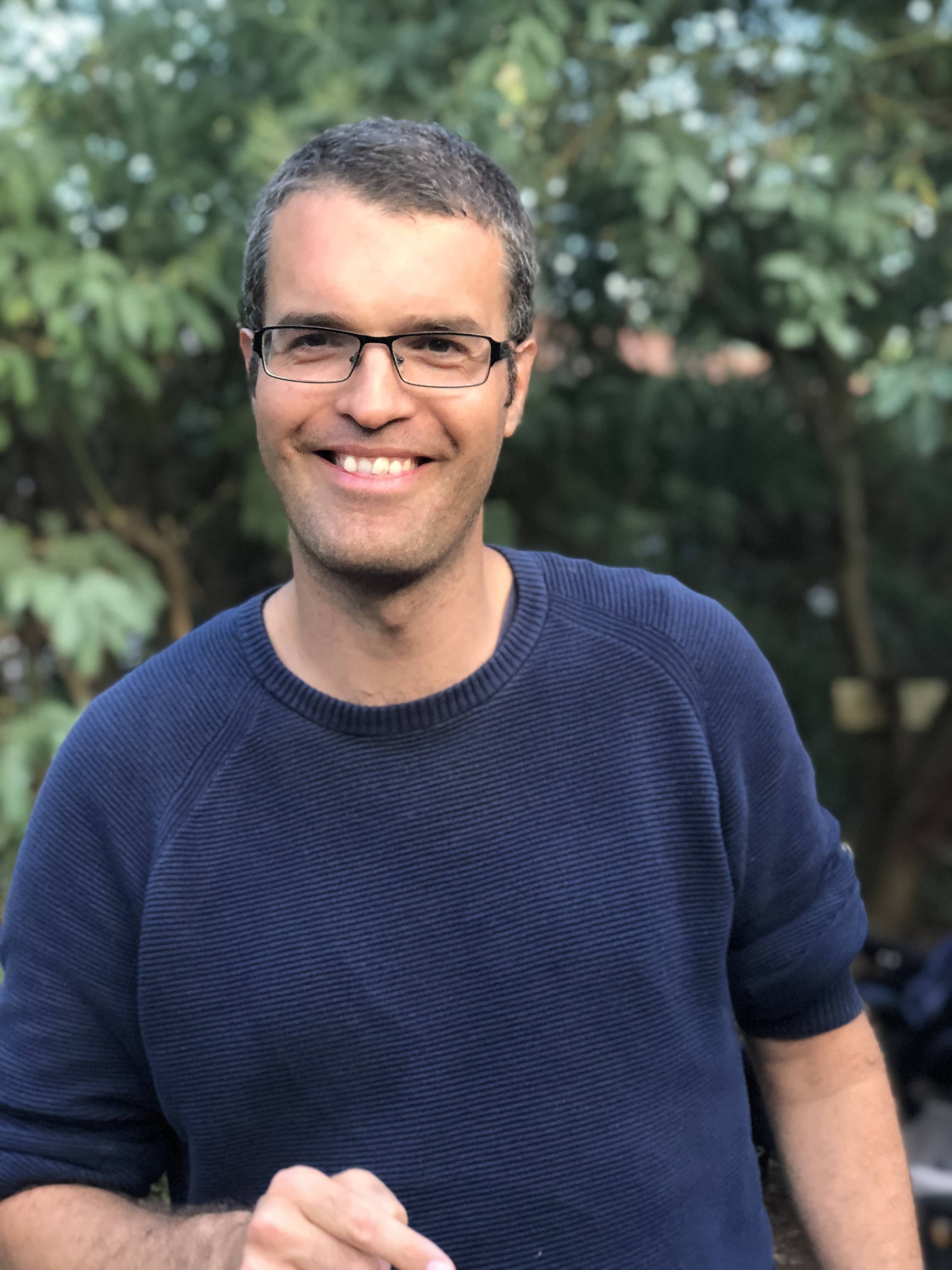
Hugo Boris

Hugo Boris (* 18. November 1979 in Paris) ist ein französischer Schriftsteller.

## Leben und Werk
Boris hat Abschlüsse der französischen Universität für Politikwissenschaften (Sciences Po) und an der Filmhochschule École Louis-Lumière (École de cinéma Louis-Lumière) in Paris erworben.
2003 wurde seine vom Mercure de France veröffentlichte Novelle N'oublie pas de montrer ma tête au peuple (Vergiss nicht, dem Volk meinen Kopf zu zeigen) mit dem Prix du jeune écrivain ausgezeichnet (Preis für junge Schriftsteller).
Sein erster Roman Le Baiser dans la nuque (Einen Kuss im Nacken) wurde 2005 im Verlag Belfond veröffentlicht. Das Buch erzählt von den gemeinsam erlebten Stunden einer gehörlos werdenden Hebamme und eines Klavierlehrers. Das mit mehreren Preisen ausgezeichnete Buch fand großen Anklang sowohl bei Literaturkritikern als auch beim Lesepublikum und machte den Autor in der literarischen Szene bekannt.
Im Jahr 2007 erschien La Délégation norvégienne (Norwegische Delegation), ein Krimi, der hinter verschlossenen Türen in den norwegischen Wäldern spielt. Auch dieser Roman erhielt mehrere Nominierungen und Auszeichnungen.
2010 folgte sein mit dem Prix Amerigo-Vespucci ausgezeichneter Roman Je n’ai pas dansé depuis longtemps (Ich hab schon lange nicht mehr getanzt). Die Handlung dreht sich darum, wie ein sowjetischer Raumfahrer 400 Tage in der Schwerelosigkeit verbringt – für ihn ein Initiationsweg.
Der im August 2013 erschienene Roman Trois grands fauves (Drei große Raubtiere) bringt Georges Danton, Victor Hugo und Winston Churchill in einen imaginären engen Zusammenhang. Er wurde für den Prix du Style (Preis für Stil) nominiert und gewann den Thyde Monnier-Preis. Das französische Magazin Le Point zählte das Buch zu den 25 Besten des Jahres.
2016 wurde sein Roman POLICE vom französischen Verlag Grasset herausgegeben. Der Roman erhielt im selben Jahr den Prix du roman populiste und wurde in mehrere Sprachen übersetzt; die deutsche Fassung wurde im Ullstein Verlag unter dem Titel Die Polizisten veröffentlicht. Das Buch wird derzeit von der Regisseurin Anne Fontaine verfilmt.
Hugo Boris nennt als seine wichtigsten Einflüsse die Schriftsteller Guy de Maupassant und Michel Tournier.
Er hat überdies als Regisseur 10 Kurzfilme gedreht und bei mehreren Dokumentarfilmen als Regieassistent gearbeitet.

## Werke
- Le Baiser dans la nuque. éd. Belfond, Paris 2005, ISBN 2-7144-4193-9. éd. Pocket, Paris 2007, ISBN 978-2-266-22153-5.
- La Délégation norvégienne. éd. Belfond, Paris 2007, ISBN 978-2-7144-4249-9. éd. Pocket, Paris 2009, ISBN 978-2-266-18144-0.
- Je n’ai pas dansé depuis longtemps. éd. Belfond, Paris 2010, ISBN 978-2-7144-4513-1. éd. Pocket, Paris 2011, ISBN 978-2-266-20865-9.
- Trois Grands Fauves. éd. Belfond, Paris 2013, ISBN 978-2-7144-5444-7.
- Die Polizisten. Ullstein, Berlin 2018, ISBN 978-3-550-05046-6.